# جيني جرين
جيني جرين (بالإنجليزية: Jenny Greene)‏ (من مواليد 9 أكتوبر 1978) هي عالمة في الفيزياء الفلكية ومعلمة في جامعة برينستون. وهي مشهورة بعملها في الثقوب السوداء الفائقة والمجرات التي يقيمون فيها.
حصلت جرين على درجة البكالوريوس في عام 2000 من جامعة ييل، وتخصصت في علم الفلك والفيزياء. ثم إلتحقت بهارفارد للحصول على الدكتوراه في علم الفلك، أطروحتها بعنوان «نمو الثقوب السوداء: من البذور البدائية إلى التركيبة السكانية المحلية». بعد حصولها على زمالة ما بعد الدكتوراه في جامعة برينستون، أصبحت معلمة مساعدة في علم الفلك بجامعة جامعة تكساس في أوستن لمدة سنة واحدة عام 2011، وأيضاً كانت معلمة مساعدة في علوم الفيزياء الفلكية في جامعة برينستون.
شملت اهتماماتها البحثية الواسعة قياسات كتل الثقب الأسود، والربط بين الثقوب السوداء الفائقة والمجرات، وعلم الحركة النجمية والغازية للنواة المجرية، والضوء المنتشر في مجموعات المجرات.
تعمل جرين في اللجنة القيادية لمبادرة تعليم السجون بجامعة برينستون.

## الجوائز والتكريمات
- زمالة سلون (2011)
- جائزة بوك، قسم علم الفلك بجامعة هارفارد(2009)
- جائزة اني جامب كانون لعلوم الفلك(2008)
- زميل كارنيجي برينستون (2006–2010)
- زمالة أبحاث طلاب الدراسات العليا في المؤسسة الوطنية للعلوم (2001–2003)
- زميل هابل (2006-2009)
- شهادة التميز في التدريس (2002-2003)
- ملخص نائب الرئيس لاود، جامعة ييل (2000)
- جائزة جورج بيكويث في علم الفلك، جامعة ييل (2000)
- فاي بيتا كابا(2000)